# 루이지 크레모나
안토니오 루이지 가우덴치오 주세페 크레모나(이탈리아어: Antonio Luigi Gaudenzio Giuseppe Cremona, 1830년 12월 7일 ~ 1903년 6월 10일)는 이탈리아의 수학자로, 기하학 연구와 이탈리아의 고등 수학 교육에 헌신을 한 사람이다. 크레모나의 가장 큰 명성은 그의 이탈리아어 저서 Introduzione ad una teoria geometrica delle curve piane(《평면 곡선의 기하학적 이론 입문》)에서 나오는 편이다. 크레모나는 이 저서와 그 후 저작들을 통해 대수 곡선과 대수 곡면에 대한 많은 사실을 발견하였다.

## 생애
크레모나는 롬바르디아의 파비아에서 출상하였다. 그 당시는 오스트리아 제국의 속국이던 롬바르디아-베네치아 왕국의 영토였다.
1848년, 밀라노와 베네치아가 오스트리아의 지배에 대항하여 저항을 시작하자, 당시 17세의 소년이던 크레모나는 이탈리아 측 자원군으로 저항 세력에 참여하였다. 1949년, 베네치아가 저항 세력의 영역에 들어와 임무를 달성할 때까지 이 저항 세력에 복무하였다.
그 후, 파비아에 돌아온 크레모나는 파비아 대학교(Universita di Pavia)에서 프란체스코 브리오스키(Francesco Brioschi)의 지도 아래에서 수학하면서 수학 교사로서 경력을 쌓기 시작했다. 그의 첫 직장은 크레모나 시의 김나지움과 리세움 등의 중등 교육기관에서의 수학 교사였고, 차 후 밀라노에서도 비슷한 직업을 가졌다. 1860년에 이르자, 그는 볼로냐 대학교에서 고등 기하학의 교수로 임용되었고, 그 후 1866년에는 밀라노 공과대학교(이탈리아어: Istituto Tecnico Superiore, 오늘날 이탈리아어: Politecnico di Milano)에서 고등 기하학과 통계학을 가르치는 교수가 되었다.
1873년, 로마 라 사피엔차 대학교 공과대학에서 고등 수학 교수로 임용되었고, 그 후 명성이 이탈리아뿐만 아니라 유럽 전역으로 널리 퍼지면서 1879년에는 영국의 왕립학회의 준 회원이 되었다. 같은 해에는 이탈리아 왕국의 상원 의원(이탈리아어: senatore)이 되기도 했다.
1856년 경부터 크레모나는 Annali di scienza matematiche e fisiche(《수리 및 물리 과학 연보》)와 Annali di matematica(《수학 연보》)에 기고하였는데, 차후 그는 이 논문집들의 편집자가 되기도 했다. 그는 이탈리아, 프랑스, 독일, 영국의 많은 수학 저널에 연구 결과들을 출판하였는데, 그중 몇가지 중요한 논문은 다른 언어로도 제법 번역이 되었다. 그중 영어로 번역된 것은 Elements of Projective Geometry(《사영 기하 원론》, 번역: C. Leudesdorf)도 있다.

## 주요 저서
- Introduzione ad una teoria geometrica delle curve piane (Tipi Gamberini e Parmeggiani, Bologna, 1862)
- Opere matematiche di Luigi Cremona; pubblicati sotto gli auspici della R. Accademia dei Lincei (U. Hoepli, Milano, 1914)
- Elements of projective geometry (Clarendon press, Oxford, 1885) (translation by Charles Leudesdorf)
- Graphical statics. Two treatises on the graphical calculus and reciprocal figures in graphical statics (Clarendon press, Oxford, 1890) (Translated by Thomas Hudson Beare.)

## 같이 보기
- 심장형
- 트러스